# البشراح
البشراح قرية صغيرة في ناحية عين شقاق التابعة لمنطقة جبلة في محافظة اللاذقية. بلغ عدد سكانها 515 نسمة عام 2004.